# Gare de Sallanches - Combloux - Megève
La gare de Sallanches - Combloux - Megève est une gare ferroviaire française de la ligne L3 du Léman Express, le RER franco-valdo-genevois, située sur le territoire de la commune de Sallanches à proximité des communes de Combloux et de Megève, dans le département de la Haute-Savoie, en région Auvergne-Rhône-Alpes.

## Situation ferroviaire
Établie à 547 m d'altitude, la gare de Sallanches - Combloux - Megève est située au point kilométrique (PK) 40,602 de la ligne de La Roche-sur-Foron à Saint-Gervais-les-Bains-Le Fayet, entre les gares ouvertes de Magland et Saint-Gervais-les-Bains-Le Fayet.

## Histoire
La gare de Sallanches - Combloux - Megève est mise en service le 15 juin 1898 en même temps que la section entre la gare de Cluses et de Saint-Gervais-les-Bains-Le Fayet.

### Historique de la desserte
- 20 novembre 2006 : mise en service des rames automotrices à deux niveaux de la série Z 23500 de la SNCF entre Genève-Eaux-Vives et Saint-Gervais-les-Bains-Le Fayet.
- 9 décembre 2007 : mise en service de la première phase de l'horaire cadencé sur l'ensemble du réseau TER Rhône-Alpes et donc pour l'ensemble des circulations ferroviaires régionales.
- 27 novembre 2011 : dernier jour de la circulation Genève-Eaux-Vives et Saint-Gervais-les-Bains-Le Fayet pour cause de fermeture provisoire de la gare des Eaux-Vives en vue du projet de la ligne CEVA.
- 14 décembre 2019 : la relation quotidienne Saint-Gervais-les-Bains-Le Fayet ↔ Lyon-Part-Dieu (via Sallanches - Combloux - Megève – Cluses – La Roche-sur-Foron –  Annemasse – Bellegarde – Culoz – Ambérieu-en-Bugey) devient saisonnière (uniquement les samedis d'hiver)[4].
- 15 décembre 2019 : mise en service des rames automotrices Léman Express Coppet ↔ Saint-Gervais-les-Bains-Le Fayet (via Genève-Cornavin, Annemasse et La Roche-sur-Foron).

## Service des voyageurs

### Accueil
Gare SNCF, elle dispose d'un bâtiment voyageurs ouvert tous les jours de 4h50 à 22h00 (sauf vendredi de 4h50 à 23h55), avec guichet (ouvert tous les jours)  et d'une salle d'attente. Elle est équipée d'un automate pour l'achat de titres de transport. Elle propose des aménagements et équipements pour les personnes à la mobilité réduite.

### Desserte
La gare est desservie :

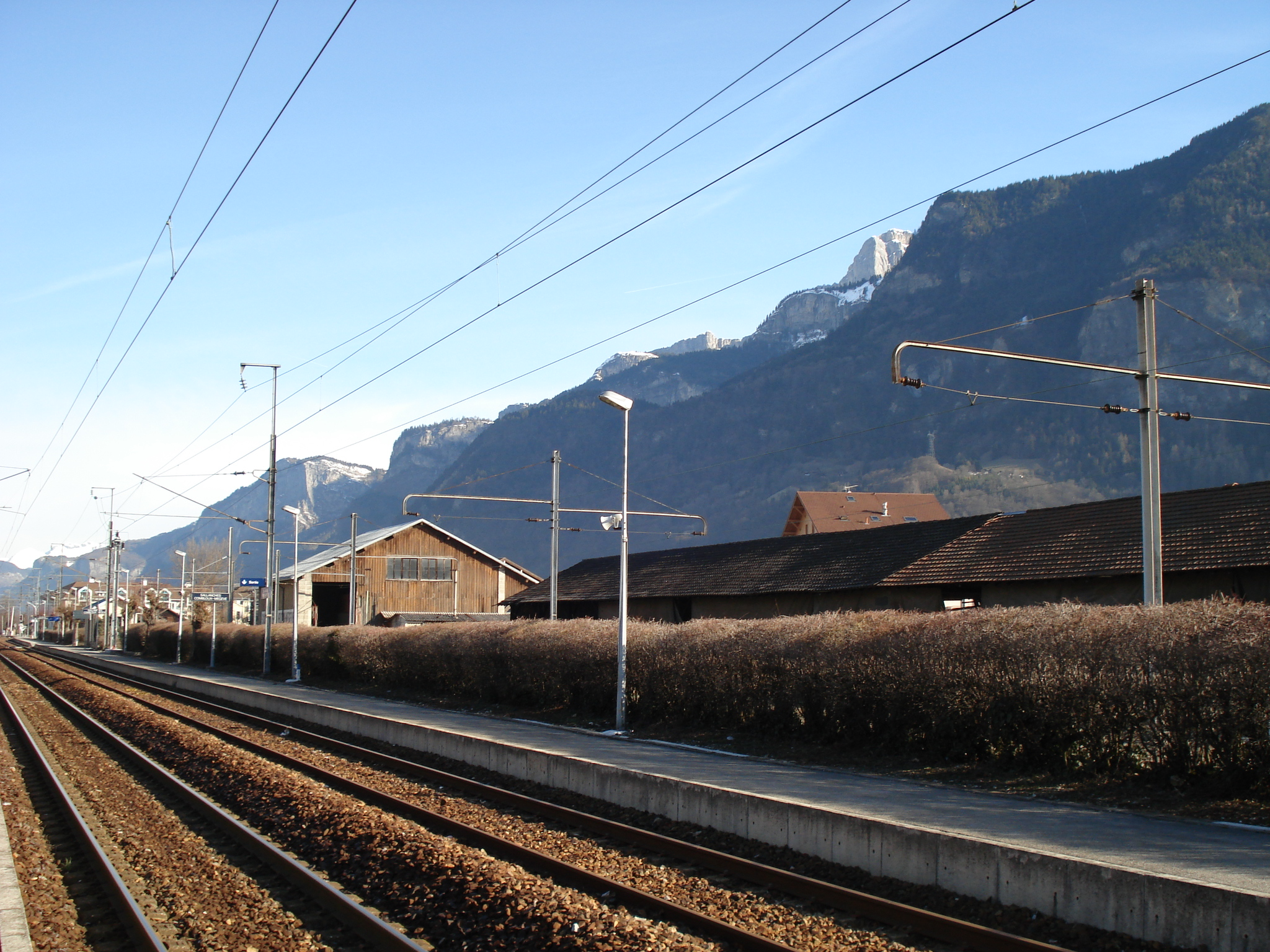
Quai et voies de la gare.

- par la ligne L3 du Léman Express, sur la relation Coppet ↔ Saint-Gervais-les-Bains-Le Fayet via Genève-Cornavin, Annemasse, La Roche-sur-Foron, Cluses[5].

- par des trains TER Auvergne-Rhône-Alpes, sur les relations :
  - Bellegarde ↔ Saint-Gervais-les-Bains-Le Fayet via Annemasse, La Roche-sur-Foron, Cluses (en provenance de Lyon-Part-Dieu certains samedis d'hiver) ;
  - Annecy ↔ Saint-Gervais-les-Bains-Le Fayet via La Roche-sur-Foron, Cluses.

Pendant les week-ends d'hiver, la gare est desservie par des TGV inOui (pour les stations des portes du Mont-Blanc), sur les relations :
- Paris-Gare-de-Lyon ↔ Saint-Gervais-les-Bains-Le Fayet via Bellegarde, Annemasse, Cluses (liaison également effectuée en été) ;
- Lille-Europe ↔ Saint-Gervais-les-Bains-Le Fayet via Marne-la-Vallée - Chessy (vacances d'hiver) ;
- Quimper / Brest ↔ Saint-Gervais-les-Bains-Le Fayet via Angers-Saint-Laud et Massy TGV, Cluses (vacances d'hiver).

### Intermodalité
La gare est desservie par les lignes Y81, Y84, Y85 et Y86 des Cars Région Haute-Savoie.

## Service des marchandises
Cette gare est ouverte au service du fret (train massif uniquement).